# Anything Else
Anything Else är en amerikansk romantisk komedifilm från 2003 skriven och regisserad av Woody Allen. Filmen hade USA-premiär den 19 september 2003.

## Medverkande
- Jason Biggs – Jerry Falk
- Christina Ricci – Amanda Chase
- Woody Allen – David Dobel
- Stockard Channing – Paula Chase
- Danny DeVito – Harvey Wexler
- Jimmy Fallon – Bob
- Erica Leerhsen – Connie
- KaDee Strickland – Brooke
- Adrian Grenier – Ray Polito
- David Conrad – Dr. Phil Reed